# Marga Werkhoven
Marga Werkhoven (Driebergen-Rijsenburg, 17 juni 1946 - Paramaribo, 1 juli 2013) was een Nederlands-Surinaamse botanica.
Van 1958 tot 1964 volgt ze het gymnasium. Van 1964 tot 1969 studeert ze biologie aan de Rijksuniversiteit Utrecht. Op 8 mei 1967 behaalt ze haar kandidaatsexamen. Op 9 juni 1969 behaalt ze haar doctoraalexamen met een afstudeeronderzoek op het gebied van de plantensystematiek en de fytogeografie. Tevens heeft ze als bijvakken plantenfysiologie en zoölogische ecologie.
Sinds 6 juni 1978 was Werkhoven Surinaams staatsburger. In Suriname was ze werkzaam bij het Nationaal Herbarium van Suriname, een herbarium dat onderdeel uitmaakt van de Anton de Kom Universiteit van Suriname en planten determineert, bewaart en beheert die in Suriname worden verzameld. Werkhoven heeft zelf planten verzameld in Suriname en Frans-Guyana. Ze was verbonden aan de Organization for Flora Neotropica (OFN), een organisatie die als doel heeft om een gepubliceerd overzicht te geven van de flora van de neotropen.
Ghillean Prance vernoemde Hirtella margae naar haar. Thomas Croat eerde haar met Philodendron werkhoveniae.
Werkhoven heeft meerdere publicaties over Surinaamse planten op haar naam staan. Een van haar bekendste werken is het tweetalige Orchideeën van Suriname/Orchids of Suriname.
Planetoïde (13357) Werkhoven is naar haar vernoemd. 

## Publicatie
- Orchideeën van Suriname/Orchids of Suriname; Marga C.M. Werkhoven; VACO N.V. Uitgeversmaatschappij (1986); OCLC 15143439 (NL) / OCLC 59873265 (EN + NL) / OCLC 248088246 (EN)